# Réginal Goreux
Réginal Goreux, né le 31 décembre 1987 à Saint-Michel à Haïti, est un footballeur belgo-haïtien. Il occupait le poste de défenseur latéral droit et pouvait aussi évoluer comme milieu de terrain. Il a été international haïtien entre 2011 et 2020 après avoir joué avec les sélections de jeunes pour la Belgique. Il occupe actuellement le poste de directeur général du SL16 Football Campus, le centre de formation du Standard de Liège.

## Carrière

### Standard de Liège
Après deux ans au FC Berloz, un petit club de la région liégeoise, Réginal Goreux rejoint le Standard de Liège en 1994. Il passe par toutes les équipes d'âge du club et est intégré au noyau de l'équipe première en 2007. Il fait ses débuts sous le maillot rouche le 23 février 2008 en remplaçant Igor De Camargo à la 88e minute lors de la venue de La Gantoise à Sclessin, il porte le numéro 2, numéro qui sera son unique numéro au cours de sa carrière au Standard. Quatre jours plus tard, il entre en quart de finale retour de Coupe de Belgique à la 77e minute en remplacement de Grégory Dufer. Le Standard, battu 4-1 au match aller, doit remonter un retard important et mène 2-0. A la 89e minute, Réginal reçoit un ballon compliqué sur la droite du grand rectangle et tente une volée d'anthologie qui vient se loger dans la lucarne de Bram Verbist. Sa joie sincère prouve déjà l'amour qu'il voue au blason liégeois, après avoir passé 13 saisons au sein des équipes de jeunes, il inscrit donc son premier but pour le Standard. Le Standard se qualifie donc pour les demi-finales de la Coupe de Belgique. 
À la suite de ce but, il remet en question la hiérarchie et s'impose petit à petit en lieu et place du titulaire Grégory Dufer dans une équipe qui regorge pourtant de grands talents comme Axel Witsel, Steven Defour, Dieumerci Mbokani ou Marouane Fellaini. Ses bonnes performances lui permettent alors de taper à la porte de l'équipe belge espoirs entre 2008 et 2009. Son implication dans la lutte pour le titre de champion de Belgique est plusieurs fois remarquée et se révèle un atout pour le club liégeois. En effet, le 1er mars 2008, lors d'une rencontre ardue en déplacement au Kuipje de Westerlo, le score affiche 1-1 lorsqu'à la suite de plusieurs dribbles, il adresse un centre millimétré à Dieumerci Mbokani qui lance son club vers une victoire importante 1-3. Trois semaines plus tard, il inscrit le deuxième but de la victoire 2-0 face au RAEC Mons. Enfin, le 20 avril 2008, lors de la venue d'Anderlecht pour le compte de la 31e  journée, il reçoit le ballon sur son flanc et adresse un centre calibré qui contourne la défense et atteint la tête de Dieumerci Mbokani qui ouvre le score face à un Davy Schollen désabusé. Le Standard est champion de Belgique et Goreux célèbre ce moment avec les supporters en courant comme un enfant à travers le stade. Il remporte également la Supercoupe 2008 contre Anderlecht mais est néanmoins exclu en fin de rencontre.
La saison suivante est plus difficile, notamment face à la concurrence accrue par l'arrivée de Wilfried Dalmat, un profil bien différent de celui de Réginal, et qui se montre directement à son meilleur niveau, comme lors de la double confrontation face à Liverpool lors du tour préliminaire de Ligue des champions. Il joue dès lors moins que le deuxième tour précédent même si l'entraîneur Laszlo Boloni compte sur lui. Lors de la troisiège journée de groupes en Coupe UEFA face à la Sampdoria, il adresse une transversale de plus de 40 mètres à Milan Jovanovic qui s'en va inscrire le troisième but de son équipe, Réginal Goreux fait alors étalage d'une de ses plus grandes forces, son redoutable et précis pied droit. Il joue 23 matchs en championnat mais peu d'entre eux en tant que titulaire, mais est une nouvelle fois champion de Belgique lors des test-matchs face au grand rival d'Anderlecht, matchs au cours desquels il ne joue cependant que trois minutes. Il remporte ensuite une nouvelle fois la Supercoupe de Belgique face à Genk.
Au cours de la saison 2009-2010, l'entraîneur Boloni confirme le statut de remplaçant de Goreux qui ne joue qu'un vingtaine de rencontres, mais salue le professionnalisme d'un joueur qui reste sérieux et appliqué malgré un temps de jeu minime. Il est par contre titulaire en Ligue des champions face à Arsenal dans une atmosphère mémorable à Sclessin. 
En 2010-2011, la saison de Goreux est assez similaire à la précédente, même si l'équipe vit une saison compliquée en finissant sixième de la phase classique et en se qualifiant tout juste pour les PO1 malgré un talent indéniable dans l'effectif. Il joue très peu et son positionnement sur le terrain change, il est désormais défenseur droit, rôle qui lui correspond mieux. Lors de la première journée des PO1, Dominique D'Onofrio aligne une équipe B en déplacement à Anderlecht, et Goreux est titulaire. Il participe même à la victoire en poussant Ondrej Mazuch à l'autogoal à la suite du penalty raté par Luigi Pieroni. Ensuite, en déplacement au Daknam de Lokeren, il inscrit l'unique but de la rencontre d'une frappe croisée du pied gauche dans une partie compliquée, victoire qui permet au Standard de réaliser un 22/24, bilan qui permet un club de rêver du titre. Le club échoue pour un demi point, mais remporte cependant la Coupe de Belgique 2011 lors de laquelle il est titulaire. Il est ensuite nommé vice-capitaine de l'équipe et porte régulièrement le brassard lorsque le capitaine Jelle Van Damme est indisponible.
Lors de la saison 2011-2012, la vague de départs de joueurs importants comme Steven Defour, Axel Witsel, Eliaquim Mangala ou Mehdi Carcela offre à Regional Goreux l'occasion de reprendre une place de titulaire dans l'équipe. Il joue la plupart des matchs et porte régulièrement le brassard de capitaine. Ses performances en dents de scie agacent les supporters qui commencent à le siffler lors de rencontres à Sclessin. Il joue jusqu'en janvier 2013 au Standard, mais le président Roland Duchatelet le pousse vers la sortie, ce qui déplait fortement à Goreux. Interviewé des années plus tard sur cet épisode, il dira : « C'est le pire souvenir de ma carrière. J'aspirais à faire l'entièreté de ma carrière au Standard et on m'a obligé à partir à contrecœur. ».

### Parenthèse russe
Le 18 janvier 2013, Réginal Goreux est transféré pour un montant avoisinant les 500 000 € au Krylia Sovetov Samara, qui lutte pour le maintien dans le championnat russe. Un an et demi plus tard, Réginal Goreux signe au FK Rostov. Durant cette période russe, il est titulaire indiscutable, alternant entre le poste de milieu droit et de défenseur.  

### Retour au Standard de Liège
Le 14 octobre 2015, Réginal Goreux qui s'entrainait depuis quelques semaines a l'Académie Robert-Louis Dreyfus, signe un nouveau contrat pro au Standard de Liège. Il rejoue pour le club lors du déplacement à Charleroi, conclut par une victoire 2-3. Il est ensuite titulaire indiscutable au sein de cette équipe, mais souffre du niveau catastrophique d'une équipe en chute libre qui ratera les PO1 en 2016 et en 2017. En janvier 2017, il est relégué sur le banc, une place qu'il ne quittera qu'en de rares occasions au cours des dernières années de sa carrière. Ses différents entraineurs veulent néanmoins constamment le conserver dans le noyau, louant chacun son importance dans le vestiaire et son apport éclairé aux jeunes joueurs issus du centre de formation. Il devient alors très respecté par les supporters et est une des coqueluches du club. Il ne joue qu'un seul match de championnat sous les ordres de Ricardo Sa Pinto lors de la saison 2017-2018. 
Lors des PO1 de la saison 2018-2019, face à la kyrielle d'absents, il reçoit sa chance de la part de Michel Preud'Homme (entraineur qui l'avait lancé à l'époque) face au Club de Bruges. Il réalise ce jour-là un match 5 étoiles, pourtant aligné face à un virevoltant Emmanuel Dennis, il joue alors à son meilleur niveau empêchant les nombreuses attaques brugeoises. Il est à la base du deuxième but de l'équipe inscrit sous un majestueux coup franc de Razvan Marin, sur une action qui le caractérise en tout point : il récupère une balle en défense et peut accompagner la contre-attaque. Au bout d'une longue course, il parvient à obtenir le coup franc décisif, son caractère est alors salué. 
Malheureusement, cette prestation ne lui permet pas de changer son statut dans l'équipe. Il ne rejoue plus qu'une fois sous le maillot rouche en déplacement à Waasland-Beveren, match au cours duquel il est tragiquement exclu pour une faute de main. 

### Reconversion comme entraineur des jeunes au Standard de Liège
Le 2 janvier 2020, il annonce mettre fin à sa carrière de footballeur professionnel au grand dam de ses supporters et intègre les staffs U18 et U21 du Standard de Liège. Sur les réseaux sociaux, les supporters ne cachent pas leur attachement à cet enfant du club et lui témoignent de l'affection en grand nombre.[réf. nécessaire] En novembre 2023, il devient entraineur de la deuxième équipe du Standard, le SL16 FC qui évolue en Challenger Pro League (deuxième division belge).

### Carrière internationale
Jamais appelé pour jouer avec les « Diables Rouges », il choisit de jouer pour son pays natal, Haïti. Il inscrit un doublé à l'occasion de son premier match face aux îles vierges américaines le 7 octobre 2011.

## Statistiques détaillées
| Saison                | Club                  | Championnat           | Championnat | Championnat | Championnat | Coupe nationale | Coupe nationale | Coupe nationale | Coupe de la Ligue | Coupe de la Ligue | Coupe de la Ligue | Supercoupe | Supercoupe | Supercoupe | Compétition(s) continentale(s) | Compétition(s) continentale(s) | Compétition(s) continentale(s) | Compétition(s) continentale(s) | Haïti | Haïti | Haïti | Total | Total | Total |
| Saison                | Club                  | Division              | M.          | B.          | P.d.        | M.              | B.              | P.d.            | M.                | B.                | P.d.              | M.         | B.         | P.d.       | Comp.                          | M.                             | B.                             | P.d.                           | M.    | B.    | P.d.  | M.    | B.    | P.d.  |
| 2007-2008             | Standard de Liège     | Jupiler League        | 12          | 1           | 4           | 4               | 1               | 0               | -                 | -                 | -                 | -          | -          | -          | C3                             | -                              | -                              | -                              | -     | -     | -     | 16    | 2     | 4     |
| 2008-2009             | Standard de Liège     | Jupiler Pro League    | 23          | 1           | 1           | 1               | 0               | 0               | -                 | -                 | -                 | 1          | 0          | 0          | C1+C3                          | 0+4                            | 0+0                            | 1                              | -     | -     | -     | 29    | 1     | 2     |
| 2009-2010             | Standard de Liège     | Jupiler Pro League    | 12          | 0           | 1           | 1               | 0               | 0               | -                 | -                 | -                 | -          | -          | -          | C1+C3                          | 3+3                            | 0+0                            | 0                              | -     | -     | -     | 19    | 0     | 1     |
| 2010-2011             | Standard de Liège     | Jupiler Pro League    | 20          | 3           | 2           | 3               | 0               | 0               | -                 | -                 | -                 | -          | -          | -          | -                              | -                              | -                              | -                              | -     | -     | -     | 23    | 3     | 2     |
| 2011-2012             | Standard de Liège     | Jupiler Pro League    | 30          | 1           | 3           | 4               | 0               | 1               | -                 | -                 | -                 | 1          | 0          | 0          | C1+C3                          | 1+6                            | 0+0                            | -                              | 2     | 2     | 0     | 44    | 3     | 4     |
| 2012-2013             | Standard de Liège     | Jupiler Pro League    | 19          | 1           | 1           | 2               | 0               | 1               | -                 | -                 | -                 | -          | -          | -          | -                              | -                              | -                              | -                              | -     | -     | -     | 21    | 1     | 2     |
| Sous-total            | Sous-total            | Sous-total            | 116         | 7           | 12          | 15              | 1               | 2               | -                 | -                 | -                 | 2          | 0          | 0          | -                              | 17                             | 0                              | 1                              | 2     | 2     | 0     | 152   | 10    | 15    |
| 2012-2013             | Krylia Sovetov Samara | Premier-Liga          | 13          | 2           | 4           | -               | -               | -               | -                 | -                 | -                 | -          | -          | -          | -                              | -                              | -                              | -                              | 4     | 0     | 0     | 17    | 2     | 4     |
| 2013-2014             | Krylia Sovetov Samara | Premier-Liga          | 28          | 1           | 5           | 1               | 0               | 0               | -                 | -                 | -                 | -          | -          | -          | -                              | -                              | -                              | -                              | -     | -     | -     | 29    | 1     | 5     |
| Sous-total            | Sous-total            | Sous-total            | 41          | 3           | 9           | 1               | 0               | 0               | -                 | -                 | -                 | 0          | 0          | 0          | -                              | 0                              | 0                              | 0                              | 4     | 0     | 0     | 46    | 3     | 9     |
| 2014-2015             | FK Rostov             | Premier-Liga          | 14          | 0           | 0           | 1               | 0               | 0               | -                 | -                 | -                 | -          | -          | -          | C3                             | 2                              | 0                              | 0                              | 8     | 0     | 0     | 25    | 0     | 0     |
| 2015-2016             | Standard de Liège     | Jupiler Pro League    | 17          | 0           | 2           | 3               | 0               | 0               | -                 | -                 | -                 | -          | -          | -          | -                              | -                              | -                              | -                              | 10    | 0     | 0     | 30    | 0     | 2     |
| 2016-2017             | Standard de Liège     | Jupiler Pro League    | 23          | 1           | 1           | 1               | 0               | 0               | -                 | -                 | -                 | -          | -          | -          | C3                             | 1                              | -                              | 1                              | 4     | 0     | 0     | 29    | 1     | 2     |
| 2017-2018             | Standard de Liège     | Jupiler Pro League    | 2           | 0           | 0           | 0               | 0               | 0               | -                 | -                 | -                 | -          | -          | -          | -                              | -                              | -                              | -                              | -     | -     | -     | 2     | 0     | 0     |
| 2018-2019             | Standard de Liège     | Jupiler Pro League    | 5           | 0           | 1           | 0               | 0               | 0               | -                 | -                 | -                 | -          | -          | -          | C3                             | -                              | -                              | -                              | -     | -     | -     | 5     | 0     | 1     |
| 2019-2020             | Standard de Liège     | Jupiler Pro League    | 1           | 0           | 0           | 1               | 0               | 0               | -                 | -                 | -                 | -          | -          | -          | C3                             | -                              | -                              | -                              | -     | -     | -     | 2     | 0     | 0     |
| Sous-total            | Sous-total            | Sous-total            | 48          | 1           | 4           | 5               | 0               | 0               | -                 | -                 | -                 | 0          | 0          | 0          | -                              | 1                              | 0                              | 1                              | 14    | 0     | 0     | 68    | 1     | 5     |
| Total sur la carrière | Total sur la carrière | Total sur la carrière | 219         | 11          | 25          | 22              | 1               | 2               | 0                 | 0                 | 0                 | 2          | 0          | 0          | -                              | 20                             | 0                              | 2                              | 28    | 2     | 0     | 291   | 14    | 29    |

## Palmarès
- 2 fois champion de Belgique en 2008 et 2009 avec le Standard de Liège.
- 1 fois vainqueur de la Coupe de Belgique en 2011 avec le Standard de Liège.
- 1 fois vainqueur de la Supercoupe de Belgique en 2008.

## Buts internationaux
|    | Date      | Lieu                                                                   | Adversaire                  | Résultat | Compétition                             |
| -- | --------- | ---------------------------------------------------------------------- | --------------------------- | -------- | --------------------------------------- |
| 1. | 7/10/2011 | Paul E. Joseph Stadium (en), Frederiksted, Îles Vierges des États-Unis | Îles Vierges des États-Unis | 0-7      | Éliminatoires de la coupe du monde 2014 |
| 2. | 7/10/2011 | Paul E. Joseph Stadium (en), Frederiksted, Îles Vierges des États-Unis | Îles Vierges des États-Unis | 0-7      | Éliminatoires de la coupe du monde 2014 |